# Approach-Avoidance-Task
Die Approach-Avoidance-Task, zu deutsch Annäherungs-Vermeidungs-Aufgabe, ist ein experimentelles Paradigma der Psychologie, mit dem implizite Handlungstendenzen untersucht und modifiziert werden können.
Das Paradigma bringt in der Regel den Befund hervor, dass Teilnehmende sich positiv bewerteten Reizen schneller annähern als negativen und dass umgekehrt negativ bewertete Reize durch schnelleres Wegschieben der Reize stärker vermieden werden als positive Reize.

## Hintergrund
Die Unterscheidung in Annäherungs- und Vermeidungstendenzen ist ein grundlegender Aspekt der Motivation. Für eine erfolgreiche Adaptation an die Umwelt sind diese Prozesse unverzichtbar.
Annäherungstendenzen können als die Bereitschaft, die Distanz zwischen der eigenen Person und einem (positiv bewerteten) Aspekt der Umwelt durch Handlungen zu verringern, verstanden werden. Komplementär hierzu wird die Vermeidungstendenz als die Bereitschaft einer Person, den Abstand zwischen sich und einem (negativ bewerteten) Umweltaspekt zu vergrößern, aufgefasst.
Beispielsweise können Süßigkeiten zu einer Annäherung führen, d. h. in diesem Fall auch zum Konsum, und der äußerst unangenehme Geruch eines Ortes zum Weggehen motivieren.
Wie tatsächlich auf einen Reiz reagiert wird, wird allerdings durch andere Einflüsse bestimmt.
Die Approach-Avoidance-Task ermöglicht es, die Tendenzen einerseits zu messen und kann andererseits auch zur Modifikation der Tendenzen eingesetzt werden.
Diese Eigenschaften des Paradigmas erwiesen sich im Kontext psychischer Störungen als besonders nützlich,
da dysfunktionale Annäherungs- und Vermeidungstendenzen bei verschiedenen Erkrankungen wie Angststörungen, Suchterkrankung und Depressionen eine wichtige Rolle spielen.
So zeigt sich beispielsweise, dass Personen, die an einer Sozialen Angststörung leiden, im Vergleich zu Kontrollgruppen mit geringen sozialen Ängsten stärkere Vermeidungstendenzen bei fröhlichen als auch bei wütenden Gesichtern zeigen.

## Anwendung des Paradigmas
Erstmals wurde die Approach-Avoidance-Task 1960 von Solarz
als Verhaltensexperiment eingesetzt.
Teilnehmende mussten dabei Wortkarten entweder auf den Körper zu oder weg vom Körper bewegen.
Durch die Veränderung des Paradigmas Ende der 1990er-Jahre zu einem Experiment am Computer
konnte die Flexibilität und die Anwendungsmöglichkeiten der Approach-Avoidance-Task erhöht werden. Eine Übertragung des Paradigmas auf die Anwendung auf Smartphones soll Feldstudien ermöglichen.

### Verhaltensexperiment
Solarz verwendete 1960 einen Versuchsaufbau mit dem Annäherungs- und Vermeidungs-Tendenzen auf der Verhaltensebene untersucht werden konnten. Die verwendete Apparatur offenbarte Wortkarten, auf denen einer von zehn Begriffen stehen konnte, der entweder positiv oder negativ war und der auf den Körper zu oder vom Körper weggeschoben werden sollten. Die benötigte Zeit, um eine Karte wegzuschieben oder Richtung Körper zu ziehen, wurde erfasst und zur Analyse der Tendenzen verwendet.

### Computergestützte Anwendung
Bei der computergestützten Anwendung der Approach-Avoidance-Task werden Teilnehmenden einzelne Bilder auf einem Computerbildschirm präsentiert, auf die sie mit einem Joystick oder einer Computermaus reagieren müssen, indem durch das Beugen des Arms eine Annäherung bzw. durch die Streckung des Arms eine Vermeidung angedeutet wird. Die Bewegung wird meistens zusätzlich durch eine visuelle Rückmeldung kombiniert, die einen dynamischen Zoom-Effekt beinhaltet, wodurch der subjektive Eindruck des Annähern beziehungsweise Vermeidens verstärkt wird. Wird der Joystick zum Körper hin gezogen, vergrößert sich das Bild beim Zoom-Effekt und umgekehrt führt das Wegdrücken des Joysticks zu einer Verkleinerung des Bildes.
Teilnehmende können auf zwei unterschiedliche Weisen instruiert werden, die computergestützte Approach-Avoidance-Task durchzuführen. Einerseits kann der Inhalt des Bildes entscheidend sein. So könnte eine Annäherung an Spinnen und eine Vermeidung von Schmetterlingen gelten. Andererseits können auch aufgabenirrelevante Eigenschaften des Bildes zur Kategorisierung genutzt werden; beispielsweise kann die Orientierung des Bildes entscheidend sein, da vertikal orientierte Bilder herangezogen und horizontal orientierte weggeschoben werden müssen.
Die computergestützte Form der Approach-Avoidance-Task wird auch zur Modifikation der Annäherungs- und Vermeidungstendenzen genutzt. Beispielsweise mussten Teilnehmende in einer Studie Bilder von alkoholischen vs. nicht alkoholischen Getränken aufgrund der Bildorientierung (vertikal vs. horizontal orientiert) bewegen. Personen, die in den meisten Fällen alkoholische Getränke wegschieben mussten, zeigten später stärkere Vermeidungstendenzen bei Alkohol.

### Smartphonegestützte Anwendung
In einer smartphonegestützten Version der Approach-Avoidance-Task müssen die Teilnehmenden in einer neutralen Position das Smartphone vor sich hoch halten und entsprechend einer vorgegebenen Regel das Smartphone in Abhängigkeit der präsentierten Stimuli heranziehen oder vom Körper wegbewegen. Ein erster Befund deutet darauf hin, dass die smartphonegestützte Anwendung ebenfalls eine valide Messmöglichkeit der Annäherungs- und Vermeidungstendenzen darstellen könnte.

### Anwendung in der Vorstellung
Bei der Selbsthilfetechnik Retraining in sensu werden Annäherungs- und Vermeidungsbewegungen in der Vorstellung (in sensu) durchgeführt, was eine größere Individualisierung der Stimuli ermöglicht. Das Manual kann in Deutsch und Englisch für unterschiedliches Problemverhalten bezogen werden (siehe Weblinks). Der Nutzen der Intervention wurde bereits in mehreren randomisiert-kontrollierten Interventionsstudien bei Menschen mit problematischem Alkoholkonsum, übergewichtigen Personen, und Rauchern nachgewiesen; es konnte eine Abnahme des Verlangens sowie des Konsums demonstriert werden. Ein direkter Vergleich mit der computergestützten Version steht jedoch noch aus.